# Межвидовая беременность
Межвидовая беременность (в буквальном смысле беременность между видами или ксенобеременность) — это беременность, при которой эмбрион (зародыш) принадлежит к иному биологическому виду, чем беременная особь. Строго говоря, межвидовая беременность не включает ситуацию, когда зародыш является гибридом беременной особи и особи другого вида, то есть беременная особь при межвидовой беременности не является биологической матерью плода. Межвидовую беременность также отличают от эндопаразитизма, при котором зародыш паразита растёт внутри организма особи другого вида, но не обязательно внутри матки.
В природе не возникает обстоятельств для межвидовой беременности, но они могут быть созданы искусственно, когда эмбрион одного вида помещается в матку женской особи другого вида.

## Возможные применения
Потенциальные возможности включают возможность вынашивания человеческих зародышей свиньями. Её рассматривают как, хотя и этически противоречивую, но альтернативу суррогатному материнству и созданию искусственной матки, что позволит иметь детей однополым семьям или женщинам с болезнями матки. Межвидовая беременность предоставляет трезвого, некурящего и не употребляющего наркотики носителя. Она является ценным инструментом в программах сохранения исчезающих видов животных, восстановления таких видов в зоопарках и питомниках, а также возрождения уже исчезнувших видов.

## Препятствия
Иммунологически эмбрион при межвидовой беременности является скорее ксенотканью, чем аллотканью, что накладывает более жёсткие требования к плацентарной иммунной толерантности. Некоторые опыты на мышах показывают дисбаланс между Th1 и Th2 хелперными клетками с преобладанием Th1 цитокинов. Однако, другие опыты на мышах показывают, что иммунный ответ на эмбрионы чужого вида не происходит по одному из классических механизмов с участием цитотоксических T-лимфоцитов или естественных киллерных клеток.
Межвидовая совместимость связана с типом плацентации. Самки видов с более активным гемохориальным типом плаценты (например, люди) вынуждены иметь более сильные механизмы регуляции иммунного ответа со стороны материнского организма, и потому они менее толерантны к эмбрионам других видов по сравнению с самками видов с эндотелиальнохориальным типом плаценты (кошки и собаки) или с эпителиохориальным типом плаценты (свиньи, коровы, лошади, киты), у которых нет контакта материнской крови с хорионом эмбриона.
Ещё одна потенциальная опасность — несовместимость систем питания и иных вспомогательных систем. Есть риск неправильного взаимодействия между трофобластом плода и эндометрием матери. Например, оптимально, если модели гликозилирования на границе между матерью и плодом у двух видов похожи.
Кроме того для некоторых сочетаний видов, таких как эмбрион верблюда-бактриана внутри верблюда-дромадера, беременность может быть доношена до конца без дополнительных вмешательств помимо самой пересадки эмбриона. Это также возможно для эмбриона индийского бизона внутри коровы, но возникают жёсткое ограничения внутриматочного роста, причём неясно, в какой мере оно вызвано самой процедурой ЭКО и в какой мере межвидовой несовместимостью.
Способность одних видов выживать в утробе других часто оказывается однонаправленной, то есть беременность не обязательно будет успешной, если эмбрион второго вида поместить внутрь особи первого вида. Например, эмбрион лошади выживает внутри ослицы, но ослиный эмбрион гибнет в утробе кобылицы без специальной гормональной обработки. Эмбрион оленьей мыши выживает в утробе белоногой мыши, но противоположная пересадка оказывается неудачной.

## Методики инициализации межвидовой беременности

### Преодоление отторжения

Бластоциста с внутренней клеточной массой (отмечена зелёным цветом). Эта клеточная масса станет эмбрионом. Слой клеток трофобласта, который может быть заменен клетками трофобласта особи другого вида (отмечен лиловым цветом).

Среди методов искусственного стимулирования плацентарной иммунной толерантности к эмбриону чужого вида есть метод одновременного введения компонента обычной внутривидовой беременности. Например, эмбрионы пиренейского козла отторгаются, если имплантировать их в матку козы, но если поместить их туда вместе с эмбрионом козы, они могут развиваться там до полного срока. Эта же методика была применена для того, чтобы вырастить эмбрионы панды в кошке, но кошка-мать умерла от пневмонии до завершения срока беременности (21 день после введения эмбрионов в матку). Также известно, что мышиный эмбрион мыши Рюкю (Mus caroli) выживает в течение полного срока беременности внутри домовой мыши (Mus musculus) только если его окружить трофобластными клетками от домовой мыши. Для этого внутренняя клеточная масса бластоцисты отделяется от собственных клеток трофобласта методом иммунохирургии. В этом методе бластоциста атакуется настроенными против неё антителами. Поскольку только наружный слой, состоящий из клеток трофобласта, контактирует с антителами, только эти клетки погибают при последующем контакте с системой комплемента. Оставшуюся внутреннюю клеточную массу донорского вида пересаживают в полость бластоцисты вида-реципиента для окружения её нужными трофобластными клетками реципиентного вида. По теории считается, что аллогенный компонент (компонент своего вида) препятствует производству лимфоцитами материнского организма цитотоксичных антител, направленных против эмбриона. Но механизм этого остаётся невыясненным.
Подавление иммунитета при помощи циклоспорина оказалось неэффективным для поддержания межвидовой беременности. Предтрансплантационная иммунизация реципиента донорскими антигенами ускорила и усилила отторжение эмбриона чужого вида в опытах с мышами, но увеличила выживаемость эмбрионов в опытах с лошадьми и ослицами.

### Создание эмбриона
Эмбрионы могут быть созданы экстракорпоральным оплодотворением (ЭКО) из гамет донорского вида. Они также могут быть созданы методом пересадки ядра соматической клетки (клонирования) в яйцеклетку особи другого вида, что даёт клонированный эмбрион, который размещается в особи третьего вида. Эта методика была применена в упоминавшемся выше опыте с эмбрионами панды в кошке. В этом опыте ядро брали из клетки брюшинной мышцы большой панды и помещали в яйцеклетку крольчихи. Обработанные таким способом яйцеклетки помещали в кошку вместе с эмбрионами кошки. Одновременное использование клонирования и межвидовой беременности обсуждается как способ возрождения мамонтов на основе генетического материала, сохранившегося в вечной мерзлоте. При этом предполагается использовать яйцеклетки слоних и самих слоних.